# Kladeruby nad Oslavou
Kladeruby nad Oslavou es una localidad del distrito de Třebíč en la región de Vysočina, República Checa, con una población estimada a principio del año 2018 de 196 habitantes. 
Se encuentra ubicada al sureste de la región, cerca de la orilla del río Jihlava (cuenca hidrográfica del Danubio) y de la región de Moravia Meridional.